# استفان جنتش
استفان جنتش (انگلیسی: Stefan Jentsch; ۲۹ مهٔ ۱۹۵۵ – ۲۹ اکتبر ۲۰۱۶) زیست‌شناس، و استاد دانشگاه اهل آلمان بود.

## زندگی
جنتش در برلین متولد شد و زیست‌شناسی را در دانشگاه برلین تحصیل کرد و در سال ۱۹۷۹ دیپلم خود را به دست آورد. او دکترای خود را در مؤسسه ماکس پلانک در رشته ژنتیک مولکولی در به پایان رساند.
پس از دکتری، به آزمایشگاه الکساندر ورشاوسکی در انستیتوی فناوری ماساچوست پیوست. وی در سال ۱۹۸۸ به آلمان بازگشت. از سال ۱۹۹۸ تا زمان مرگ وی او مدیر گروه بیولوژی سلولهای مولکولی، مؤسسه بیوشیمیایی مکس پلانک در مارتینسر بود. جنتش در ۲۹ اکتبر ۲۰۱۶ در مونیخ درگذشت.